# Edgar Domínguez Mallarino
Edgar Domínguez Mallarino, mejor conocido en el medio del fútbol colombiano como Edgar Mallarino (25 de enero de 1924-22 de abril de 2009) fue un futbolista y técnico de fútbol colombiano quien desarrolló la mayor parte de su carrera deportiva en el América de Cali, club al cual estuvo vinculado por más de 18 años; fue director técnico del primer equipo en los años 1955–1959, además de eso se le atribuye ser el creador y primer entrenador de las divisiones menores del América; también entrenó a distintos seleccionados del Valle y de Colombia. Participó a los 22 años de la Selección Valle, fue Capitán de la Selección Colombia en el Suramericano de Guayaquil en 1947 y los Juegos Centroamericanos y del Caribe de Barranquilla.

## Biografía y trayectoria
El profesor Edgar Mallarino nació el 25 de enero de 1924 en Cali en la zona denominada como “El Hoyo”, enclavada en el viejo “Vallano” (hoy San Nicolás), y falleció en la misma ciudad el 22 de abril de 2009. Se inició futbolísticamente en el equipo del Instituto Antonio José Camacho, para luego en 1942 vincularse a la institución americana.
Su primer partido profesional con la camiseta del América lo jugó frente al Sporting de Barranquilla, integrando el medio campo con Pablo Rojas y Faustino Castillo. Por su juego elegante, su buen manejo del balón y su inteligencia en la mitad del campo, recibió el calificativo de “maestro”. La historia dice que hacia 1946, en un partido del América en Cali contra el Sport Boys del Perú, en donde jugaban Valeriano López y Marcial Hurtado, el equipo colombiano perdía 2–5 y, faltando 25 minutos para culminar el encuentro, el “Maestro”, con su fútbol de genialidad, marcó los tres goles del empate final 5-5.
Por su estampa y dotes de líder se habituó en la plaza de volante central, en la formación 2-3-5, que tuvo vigencia hacia las postrimerías de los años 50, cuando en el Mundial de Suecia 1958, “El Mago” Feola retomó la formación 4-2-4, con la que llevó a Brasil a su primera Copa del Mundo. “El Maestro" Mallarino, promediando la década de los años 40, logró integrar una de las zonas medulares más importantes del fútbol colombiano con Faustino Castillo y Pablo Rojas, “Colada”, puesto que los tres llegaron a un ajuste total en el campo de juego y por sus condiciones de dominadores del balón, abrían las defensas más cerradas para permitir la acción de sus artilleros.
En 1948 antes de iniciar el primer campeonato profesional, América viajó a Barranquilla a jugar un partido, el técnico era Fernando Paternoster. Mallarino sufre una lesión de rodilla ruptura de meniscos y ligamentos, mediante colecta pública viajó a Buenos Aires para ser intervenido quirúrgicamente por el prestigioso médico Augusto Covaro, Empezó el profesionalismo y vino la época del Dorado. Mallarino permaneció fuera de las canchas hasta 1950, en Argentina mientras se recuperaba logró conocer la estructura de las divisiones inferiores, a su regreso organizó las escuadras infantiles y juveniles del América, alternando en algunas ocasiones como entrenador del plantel titular.
En 1950 regresó a jugar algunos partidos con América entonces conformado por jugadores del Perú, en 1951 empiezan los momentos difíciles que terminan con la desaparición de América para el campeonato de 1953, ese año el maestro se va al Atlético Nacional; al año siguiente América reaparece en Palmira y Mallarino regresa jugando intermitentemente hasta 1956 y alternando la dirección técnica hasta 1959, dirige también a la Selección Valle que obtiene el título nacional de la Codefutbol, con la llegada de Adolfo Pedernera se encargó de dirigir a las inferiores, regresando al primer equipo como interino varias veces.
Falleció por problemas de salud el 22 de abril de 2009 en Cali.

## Clubes

### Como futbolista
| Club              | País     | Año         |
| ----------------- | -------- | ----------- |
| América de Cali   | Colombia | 1942 - 1952 |
| Atlético Nacional | Colombia | 1953        |
| América de Cali   | Colombia | 1954-1958   |

### Como entrenador
| Club                 | País     | Año       |
| -------------------- | -------- | --------- |
| América de Cali      | Colombia | 1954-1959 |
| Selección Valle      | Colombia | 1959-1960 |
| Juvenil Buga         | Colombia | 1968      |
| Selección Tolima     | Colombia | 1970      |
| Colombia Preolímpica | Colombia | 1971      |

## Palmarés

### Como entrenador
| Título           | Club         | País     | Año  |
| ---------------- | ------------ | -------- | ---- |
| Segunda División | Juvenil Buga | Colombia | 1968 |

## Selecciones Nacionales
En 1946 integró la primera Selección  Colombia que ganó la Medalla de oro de los V Juegos Centroamericanos y del Caribe y en 1947 jugó el Campeonato Suramericano de Guayaquil, en ese torneo alternó con jugadores de gran cartel como los argentinos Pontoni, Ángel Perucca, Boyé, Loustau, Diano, Marante y Pescia; López Fretes, Vicente Sánchez y Negri, paraguayos; Máspoli, Matías González, Zapiraím, Gambeta y Tejera, mundialistas con Uruguay; Gómez Sánchez, Villanueva y el “Patrullero” González, peruanos; y toda la flor y nata del balompié suramericano exceptuando a Brasil, que no tomó parte en el certamen.

### Participación en el Campeonato Sudamericano
| Torneo               | Sede    | Resultado | Partidos |
| -------------------- | ------- | --------- | -------- |
| Suramericano de 1947 | Ecuador | Octavo    | 7        |

### Participación en los Juegos Centroamericanos y del Caribe
| Torneo                       | Sede     | Resultado | Partidos |
| ---------------------------- | -------- | --------- | -------- |
| Juegos Centroamericanos 1946 | Colombia | Campeón   | 4        |